# Detroit and Toledo Shore Line Railroad
 (janvier 2022).
Le Detroit and Toledo Shore Line Railroad (sigle AAR: DTS) était un ancien chemin de fer américain de classe I en exploitation dans le nord-ouest de l'Ohio et le sud-est du Michigan.
Le Pleasant Bay Railway fut créé dans le Michigan en mars 1898. Le Toledo and Ottawa Beach Railway, créé dans l'Ohio en janvier 1898, le racheta en mars 1899. La nouvelle compagnie adopta le nom de Detroit and Toledo Shore Line Railroad un mois plus tard. Il exploitait une ligne principale avec plusieurs voies (ouverte en 1903) qui reliait Détroit, à Toledo, et desservait plusieurs grosses industries.
Le Grand Trunk Western Railroad (GTW) et le Toledo, St. Louis and Western Railroad (le "Clover Leaf") contrôlèrent conjointement le D&TSL de 1902 à 1923. Les parts du Clove Leaf furent transférées à son successeur, le New York, Chicago and St. Louis Railroad (le  "Nickel Plate Road") en 1923, puis au Norfolk and Western Railway (N&W) en 1964.
En 1981, le GTW racheta les parts du N&W dans le DTS. Ce dernier fut alors dissous et fusionné dans le GTW.

## Les balbutiements
La compagnie d'origine était le Pleasant Bay Railway qui fut créé en mars 1898 dans le Michigan. En mars 1899, il racheta le Toledo and Ottawa Beach Railway créé en janvier 1898 dans l'Ohio. La compagnie résultante fut enregistrée dans le Michigan un mois plus tard sous le nom de Detroit and Toledo Shore Line Railroad. Le projet de l'époque était de construire un chemin de fer interurbain à grande vitesse pour être le lien entre le Lake Shore Electric de Toledo et les lignes interurbaines du Michigan. Après avoir acquis les droits de passages, la compagnie commença l'aménagement de la ligne, ainsi que la construction du pont sur la rivière Ottawa au nord de Toledo.
D'avril à décembre 1901, la ligne fut achevée entre Toledo et Trenton, mais en utilisant la ligne de trolley existante entre Monroe et Trenton. Des voitures électriques furent testées jusqu'à Rockwood au nord. La ligne n'était toujours pas achevée quand les promoteurs rencontrèrent de sérieuses difficultés financières. Le Shore Line fut placé en redressement judiciaire, et au cours de l'été 1902, l'administrateur judiciaire fut convaincu que cette ligne électrifiée ne serait jamais viable et déposa une requête auprès du tribunal pour l'autoriser à construire une connexion entre Trenton et le réseau le plus proche, à savoir le Detroit, Toledo and Ironton situé au sud de Détroit. La liaison fut achevée en novembre 1902, puis les travaux de construction connurent une courte pause.

## Un nouveau départ
En décembre 1902, le Grand Trunk Western Railroad et le Toledo, St. Louis and Western Railroad (appelé Clover Leaf) conclurent un accord pour acheter conjointement le Shore Line. Ils décidèrent de prolonger la ligne de Trenton vers le nord pour se raccorder au Wabash Railroad à River Rouge dans le sud de Détroit. La ligne du Shore Line fut modernisée pour être au standard de celle du Grand Trunk, car elle allait recevoir un surplus de trafic.
Quand la ligne fut achevée, le D&TSL n'avait pas de matériel excepté une petite locomotive qui avait été achetée à ses nouveaux propriétaires et une vieille locomotive tender qui avait servi antérieurement sur le métro aérien de New York City. Il y avait quelques matériels roulants constitués par des wagons de ballastage Rogers, mais ni cabooses ni wagons de marchandises. Une seule station avait été construite à Monroe, mais il y avait  quelques baraques téléphoniques éparpillées le long de la voie.
Les fils d'alimentation électrique aériens furent retirés et vendus avec les voitures à moteurs électrique à la Monroe Traction Company et à la Toledo and Monroe Construction Company. La ligne fut ouverte au trafic marchandises en septembre 1903, grâce à la fourniture par les deux compagnies propriétaires de trois locomotives chacune. Le D&TSL utilisait le terminus du Clover Leaf à Toledo, et les installations du GTW à Détroit. Il n'y avait ni passages à niveau, ni dépôt, ni ateliers d'entretien. Pour atteindre le dépôt du Clover Leaf à Toledo, il devait emprunter 19 km de voie du Toledo Terminal à la suite d'un accord sur les droits de passage. Au printemps 1904, il acheta à Baldwin six locomotives Moguls compound, ainsi que six cabooses. Des travaux de mise en conformité de la voie débutèrent immédiatement.
En 1906, un dépôt appelé Lang Yard, fut construit au nord de Toledo, avec une rotonde, une plaque tournante et un atelier. Un peu plus tard, à l'autre bout de la ligne débuta la construction d'un second dépôt appelé Dearoad Yard au sud de River Rouge à Détroit.
Au cours des années, le Shore Line se développa de façon vigoureuse et prospère, ce qui lui permit d'acheter du matériel supplémentaire et d'effectuer de nombreuses améliorations. Il desservait de grosses industries situées dans le nord-ouest de l'Ohio et le sud-est du Michigan, grâce à sa ligne principale, longue de 75,6 km, reliant Toledo à Détroit. Ironiquement, pour une ligne qui devait être interurbaine, le D&TSL  ne transporta jamais de voyageur mais uniquement du fret. En 1922, le Toledo, St. Louis and Western Railroad (Clover Leaf) fut racheté par le Nickel Plate des frères Van Sweringen. Il en résulta que 50 % des parts du Shore Line passèrent sous la bannière du Nickel Plate Road.
Grâce à une circulation sur le GTW inaugurée en 1921, et qui dura jusqu'au début des années 1940, le Shore Line desservait Durant et Flint. Il utilisa aussi le Tunnel Yard de Port Huron jusqu'en 1971. En 1964, à la suite du rachat du Nickel Plate par le Norfolk and Western Railway, la moitié des parts du Shore Line changea à nouveau de main. En 1981, le GTW racheta au N&W ses parts dans le Shore Line. La même année, le D&TSL fut dissous et fusionné dans le GTW.

## Les locomotives
Dans les dernières années de la vapeur, le Shore Line exploitait une modeste flotte de Mikados, Consolidations et switchers.
Il acheta ses trois premières diesels EMD SW7 switchers no 116 à 118, en avril 1950. L'année suivante, il acheta deux EMD GP7s no 41 et 42 en janvier, puis deux autres no 43 et 44 en novembre. Une SW9 no 119 fut ajoutée en mars 1951. Cinq autres GP7s furent livrées en avril 1952, et la dernière locomotive à vapeur fut arrêtée à la fin de cette année. Deux SW9s no 120 et 121 furent ajoutées en novembre 1952, et le Shore Line acheta sa dernière GP7 no 50 le 12 février 1953.
Avec une flotte de 16 unités constitué de seulement trois modèles différents et produits par le même constructeur, les ateliers du D&TSL devinrent rapidement des experts et les machines jouissaient d'une excellente maintenance. Les trois SW7s étaient utilisées pour des dessertes locales, des transferts ou des petites besognes, tandis que les SW9s restaient généralement parquées. Les dix GP7s (Geeps) étaient en service sur tout le réseau. Depuis que la traction était assurée par les chatoyantes  Geeps, GP38s et SD40s du GTW, il était normal de voir ces machines sur le réseau du Shore Line ainsi que sur le dépôt de Lang Yard.
Pour le bicentenaire, la machine Shore Line no 46 reçut le no 76 et arbora une livrée rouge, blanche et bleue.